# Sankt Nikolai im Sausal
Sankt Nikolai im Sausal è un comune austriaco di 2 210 abitanti nel distretto di Leibnitz, in Stiria; ha lo status di comune mercato (Marktgemeinde).

## Amministrazione

### Gemellaggi
- Loro Piceno[senza fonte]